# Breux (Meuse)
Breux é uma comuna francesa na região administrativa de Grande Leste, no departamento de Meuse. Estende-se por uma área de 12,99 km². Em 2010 a comuna tinha 269 habitantes (densidade: 20,7 hab./km²).